# Hugo Obermaier
Hugo Obermaier Grad (Ratisbona, Alemania, 29 de enero de 1877 - Friburgo, Suiza, 12 de noviembre de 1946) fue un prehistoriador y paleontólogo alemán, posteriormente nacionalizado español. Formó a una generación de prehistoriadores como Antonio García y Bellido, Martín Almagro Basch o Julio Martínez Santa-Olalla, siendo considerado por algunas fuentes uno de los fundadores de la prehistoria y de la arqueología profesional española junto a Pedro Bosch Gimpera.

## Biografía

### Juventud y años académicos
Hijo del inspector real de escuelas Anton Obermaier, se ordena sacerdote en 1900 después de terminar su pregrado universitario. De 1901 a 1904 estudia arqueología prehistórica, geografía, geología, paleontología, etnología, filología alemana y anatomía humana en Viena, obteniendo la licenciatura con una tesis sobre «El hábitat del hombre durante la Edad de Hielo en la Europa central».
En 1908 Henri Breuil y Obermaier llegan a España, donde visitan varias cuevas. Su trabajo más importante en ese momento es la excavación de la cueva de El Castillo en Puente Viesgo (Cantabria). Este yacimiento, descubierto por Hermilio Alcalde del Río en 1903, fue objeto de la primera misión del Institut de Paléontologie Humaine de París, fundado por el príncipe Alberto I de Mónaco. La excavación de la cueva de El Castillo se desarrolló desde 1910 hasta 1914, cuando el inicio de la Primera Guerra Mundial obligó a suspender los trabajos. Su estratigrafía es una de las importantes del paleolítico europeo con materiales del Musteriense antiguo, Auriñaciense, Gravetiense, Solutrense, Magdaleniense y Aziliense. También estudia con Breuil en 1912 las pinturas rupestres de Peña Escrita en Ciudad Real, extendiendo su estudio, iniciado antes por Breuil, a los abrigos rocosos de Escorialejo, Piruetanal, Cueva Melitón, Solana del Navajo, Cueva del Monje, La Serrezuela y la Cueva de la Sierpe, además de otras localizaciones en Solana del Pino y Mestanza.

### En España
Tras las excavaciones de la cueva de El Castillo, el comienzo de la Primera Guerra Mundial en 1914 le imposibilita regresar a París, ya que por su condición de ciudadano alemán se le impide seguir desarrollando su labor investigadora en el Institut de Paléontologie Humaine (IPH), bajo la acusación de su director, el arqueólogo francés Marcellin Boule, por lo cual permanece en este país estudiando el arte prehistórico de las cuevas de Santander y Asturias. Es en este momento cuando se inicia la etapa española de Obermaier, pues el conde de la Vega del Sella le acoge en su palacio de Nueva, en Llanes, y le integra dentro de la Comisión de Investigaciones Paleontológicas y Prehistóricas, por lo que más tarde se trasladará al Museo de Ciencias Naturales de Madrid.
En 1916 publicó en Madrid El hombre fósil (ampliado en 1925), y en 1924 recibe la nacionalidad española. En 1922 se crea para él la cátedra de «Historia primitiva del hombre» en la Universidad Central de Madrid y se le otorga una plaza en la Academia de la Historia. En 1936, estando en Oslo como representante de España en el Congreso Internacional de Arqueología Histórica y Protohistoria, tiene conocimiento del estallido de la Guerra Civil, por lo que decide no regresar a Madrid. A pesar de los esfuerzos de sus amigos, en especial el duque de Alba, en 1939 declina la invitación para ocupar de nuevo su cátedra al enterarse de que la misma estaba siendo reclamada por uno de sus estudiantes más aventajados y capaces, el arqueólogo y falangista Julio Martínez Santa-Olalla.

### Últimos años
Acepta entonces, alegando razones de salud, una cátedra en la universidad de Friburgo (Suiza), que se convertirá en su residencia definitiva (debido al inicio de la Segunda Guerra Mundial), donde permanece hasta su muerte en 1946, recibiendo honores de la universidad. Fue autor de textos académicos de prehistoria y contribuciones de carácter científico en diversas publicaciones.
El 23 de junio de 1951 se funda en la Universidad de Ratisbona la «Sociedad Hugo Obermaier para el estudio de la Edad del Hielo y sus culturas», la cual prosigue hasta la fecha sus actividades.

## Obras y publicaciones
- Con Franz Xaver Kießling. Das Plateaulehm-Paläolithikum des nordöstlichen Waldviertels von Niederösterreich. Mitteilungen der Anthropologischen Gesellschaft in Wien 41, 1911, p. 51ff.
- Der Mensch der Vorzeit. Allgemeine Verlags-GmbH Berlin, Múnich & Viena, 1912.
- Obermaier, H. 1925. El hombre fósil. (2.ª ed.). Comisión de Investigaciones Paleontológicas y Prehistóricas. Mem. 9: 457 pp. Madrid [reedición facsimilar comentada: El hombre fósil. Ediciones Istmo. Colegio Universitario, 3: 473 pp. Madrid, 1985, ISBN 84-7090-151-6].
- Obermaier, H. (1925). «El hombre fósil». Comisión de Investigaciones Paleontológicas y Prehistóricas (2.ª edición) (Madrid: Museo Nacional de Ciencias Naturales). Mem. 9. Consultado el 13 de julio de 2011. La versión en línea se encuentra limitada a una vista parcial.
- González Echegaray, Joaquín; Freeman, Leslie Gordon (1996). «Obermaier y Altamira. Las nuevas excavaciones».  En Moure Romanillo, Alfonso, ed. «El hombre fósil» 80 años después: volumen conmemorativo del 50 aniversario de la muerte de Hugo Obermaier. Universidad de Cantabria. pp. 249-270. ISBN 9788481021394. Consultado el 10 de julio de 2011.
- Madariaga de la Campa, Benito (1996). «Hugo Obermaier en el contexto de la Prehistoria cántabra: una valoración de Altamira».  En Moure Romanillo, Alfonso, ed. «El hombre fósil» 80 años después: volumen conmemorativo del 50 aniversario de la muerte de Hugo Obermaier. Gijón (Asturias): Servicio de publicaciones de la Universidad de Cantabria. pp. 51-78. ISBN 84-8102-139-3. Consultado el 19 de julio de 2011. La versión en línea se encuentra limitada a una vista parcial.